# الیزابت مارشال توماس
الیزابت مارشال توماس (انگلیسی: Elizabeth Marshall Thomas؛ زادهٔ ۱۳ سپتامبر ۱۹۳۱) انسان‌شناس، رمان‌نویس، و نویسنده اهل ایالات متحده آمریکا است. او کتاب‌ها و مقالات داستانی و غیرداستانی در مورد رفتار حیوانات، زندگی پارینه‌سنگی و بوشمن‌های کونگ در بیابان کالاهاری منتشر کرده است.
وی همچنین برندهٔ جوایزی همچون کمک‌هزینه گوگنهایم شده است.